# Marvel Dimension of Heroes
Marvel Dimension of Heroes es un videojuego de acción-aventura de realidad aumentada desarrollado por Archiact Interactive y publicado por Disney Electronic Content para Android y iOS. Fue lanzado el 5 de septiembre de 2019.
Esta aplicación requiere los auriculares, controladores y baliza de seguimiento Lenovo Mirage AR.
El 1 de junio de 2022 la aplicación y el equipo se retiraron y se le dejó de dar soporte el 6 de julio de 2022.

## Sinopsis
Se defiende la realidad de las fuerzas del mal interdimensionales. Se lucha por la justicia como el Capitán América, se lanza hechizos mágicos como Doctor Strange, se desata la energía del vibranium como Black Panther y mucho más. Se enfrenta al Dread Dormammu y sus oscuros lugartenientes para demostrar que se es el superhéroe más poderoso de la Tierra.

## Jugabilidad
Marvel Dimension of Heroes es un juego de acción-aventura de realidad aumentada que permite jugar como los icónicos superhéroes de Marvel y cuenta con tres modos de juego:
Modo Historia: El Temible, Dormammu, desciende sobre la Tierra y se deben liberar los poderes heroicos para salvar el mundo de la destrucción.
- Se juega como uno de los seis superhéroes icónicos, cada uno con sus propios poderes y estilos de juego únicos: Capitán América, Thor, Star-Lord, Doctor Strange, Captain Marvel y Black Panther.
- Se enfrentan a supervillanos como Loki, Ultrón y Ronan el Acusador para llegar al mismísimo Dormammu.
- Se pueden invocar héroes compañeros como Hulk para causar estragos en los enemigos.
- Se completa los objetivos de la historia y se recolectan trofeos para exhibirlos en la Sala de Trofeos.

Modo Supervivencia: Se enfrentan oleadas de enemigos en batallas de asalto competitivas. Se compite por puntuaciones altas para demostrar la valía contra jugadores de todo el mundo.
- Se pueden combinar los combos de ataque y derribar ataques enemigos cada vez más difíciles para maximizar la puntuación.
- Se clasifica contra jugadores de todo el mundo en las tablas de clasificación globales del modo Supervivencia. Hay tablas de clasificación separadas. disponibles para cada héroe.
- Hay objetivos en el modo Supervivencia para conseguir trofeos coleccionables adicionales.

Modo Cooperativo: Se forma equipo con un amigo y se libra una guerra contra las fuerzas del mal.
- Se puede eligir entre dos dúos heroicos y luchar juntos contra secuaces enemigos para llegar al enfrentamiento final de supervillanos. Por ejemplo: o Thor y Capitán América o Doctor Strange y Black Panther.
- Se clasifica contra equipos de todo el mundo en las tablas de clasificación globales del modo cooperativo. Hay tablas de clasificación separadas disponibles para cada pareja de superhéroes.
- Para jugar en el modo cooperativo, ambos jugadores deben tener cada uno un kit de inicio Lenovo Mirage AR independiente. Los jugadores deben estar en el mismo espacio.

## Personajes
Se selecciona entre seis superhéroes legendarios, cada uno con sus propias armas y poderes:

### Jugables
- Black Panther
- Captain America
- Captain Marvel
- Doctor Strange
- Star-Lord
- Thor

### De apoyo
- Hulk

### Antagonistas
- Dormammu
- Loki
- Ultron
- Ronan el Acusador
- Winter Soldier

## Reparto
- Liam C. O'Brien - Doctor Strange
- James C. Mathis III - Black Panther, Ronan el Acusador
- Brian Bloom - Captain America
- Grey DeLisle-Griffin - Captain Marvel
- Phil LaMarr - Dormammu
- Fred Tatasciore - Hulk
- Crispin Freeman - Loki
- Will Friedle - Star-Lord
- Travis Willingham - Thor
- Jim Meskimen - Ultron
- Robbie Daymond - Winter Soldier

## Recepción
Scharon Harding de Tom's Hardware escribió: "Los auriculares Lenovo Mirage AR son mucho más tentadores con el juego Marvel Dimension of Heroes cargado de personajes y los nuevos controladores universales. Pero necesita más aplicaciones y mayor comodidad para ser el héroe que necesitan los juegos de realidad aumentada".